# ГАЗ 5903
ГАЗ-5903В «Ветлуга» — вездеход. Предназначен для тушения на расстоянии от 50 м до 300 м пожаров класса А, В, С на взрывоопасных и промышленных объектах в режиме быстрого реагирования путём доставки на машине экипажа, огнетушащих средств и пожарного оборудования.

## Описание
«Ветлуга» обладает всеми преимуществами вездехода ГАЗ-59037 (основан на БТР-80) и может тушить пожар на расстоянии 50—300 м. Экипаж машины состоит из двух человек. «Ветлуга» способна доставить к месту пожара средства для тушения огня — 22 заряда в стволах и столько же в пеналах, а также пожарное оборудование. Огнетушащий порошок доставляется в очаг горения методом импульсного метания. В кабине автомобиля имеется фильтровентиляционная установка, а также средства связи.
Система мобильная многоствольная импульсного порошкового пожаротушения «Ветлуга»:
- характеризуется:
  - выполнением на базе самоходного транспортного средства;
  - наличием платформы;
  - размещением на платформе установки пожаротушения, состоящей из многоствольной кассеты;
- отличается:
  - выполнением на базе колёсного автомобильного шасси;
  - выполнением кабины призматической формы с наклонным лобовым остеклением;
  - гранёной формой облицовки боковин капота и кабины;
  - двухствольной кассетой с расположением стволов в шахматном порядке;
  - наличием боковых треугольных стоек с гидроцилиндрами, обеспечивающих изменение угла подъёма стволов;
  - наличием на крыше кабины люков, открывающихся назад;
  - наличием за кассетой контейнеров для размещения комплекта огнетушащих зарядов, между которыми размещена площадка оператора[3].